# 久留島通春
久留島通春（日语：／ Kurushima Michiharu，1607年—1655年3月18日）是日本江戶時代初期大名，豐後國森藩的第2代藩主。
在慶長17年（1612年）因為父親死去而繼任家督。在元和2年（1616年）由來島姓改為久留島姓。在大坂城普請和江戶城普請中成為活躍的一方，又從父親處登用老臣村上氏等在遠方有能的人材，進行藩政的整備。在大坂設立藏屋敷，解決了因為普請而造成的財政困難。在承應4年（1655年）2月11日死去。享年49歲。繼承人是長男通清。法號是安祥院。